# Cupi (distrito)
Cupi é um distrito do Peru, departamento de Puno, localizada na província de Melgar.

## Transporte
O distrito de Cupi é servido pela seguinte rodovia:
- PE-3SG, que liga o distrito de Challhuahuacho (Região de Apurímac)  à cidade de Ayaviri (Região de Puno)[1][2][3]